# باغيو آ كايانو
باغيو آ كايانو هي مدينة ومنطقة إدارية في محافظة براتو، إقليم توسكانا - ايطاليا، وتقع البلدة، مسقط رأس فيليب مازي، على بعد 9 كيلومتر (6 ميل) جنوب العاصمة الإقليمية براتو.

## المدن الشقيقة
يوجد في باغيو آ كايانو مدينتان شقيقتان:  
- شارلوتسفيل
- أغوينيت

## المعالم السياحية الرئيسية

### فيلا ميديشي
في عام 1473، اشترى لورنزو دي ميديشي منزلا مدمرا ومحصنا في باغيو آ كايانو يسمى الأمبرا، وأرض وطاحونة يملكها جيوفاني دي باولو روسيلاي. في البداية، تم إجراء تحسينات زراعية فقط؛ ثم في عام 1485، بدأ العمل على الفيلا نفسها وفقا لتصميمات جوليانو دا سانغالو، الذي أنشأ منزل ريفي كبير محصن رباعي الزوايا مبني حول فناء مركزي. وتتيح القاعة المركزية الكبيرة الوصول إلى الغرف ذات النوافذ المطلة على المناطق الريفية المحيطة؛ وفي ذلك الوقت، كان هذا التصميم مبتكرًا.
وبعد وفاة لورنزو عام 1492، كانت الفيلا لا تزال غير مكتملة إلى حد كبير، ومع ذلك، استؤنف العمل في عهد الابن الثاني لورنزو، جيوفاني، الذي أصبح البابا مثل ليو العاشر، وسميت القاعة المركزية بهذا الاسم الأول لبابا ميديشي.
وفي القرن التالي، تم استخدام فيلا باغيو آ كايانو من قبل قائمة حكام توسكانا، وفي عام 1587، توفي بيانكا كابيلو وفرانشيسكو الأول دي ميديشي ، دوق توسكانا الأكبر ، في غضون يوم واحد من بعضهما البعض بعد مرض قصير، مما أثار مسألة تسميمهم من قبل شقيق فرانشيسكو فرديناند، الذي خلف فرانشيسكو في دور فرديناندو الأول دي ميديشي ، دوق توسكانا الأكبر. وفي القرنين السابع عشر والثامن عشر، قام المهندسان المعماريان جوزيبي وجيوفان باتيستا روجيري وأنطونيو ماريا فيري بتوسيع الفيلا، كما تم إجراء تحسينات كبيرة على الحدائق بعد أن أصبحت ملكا لماريا لويزا، ملكة إتروريا.
وبعد الوحدة الإيطالية، تم تجديد الفيلا واستخدامها من قبل الإيطالي فيكتور عمانويل الثاني، وتم التبرع بها للدولة الإيطالية في عام 1919. وبعد فترة طويلة من الإهمال أصبحت متحفًا وطنيًا في عام 1984 وخضعت منذ ذلك التاريخ للترميم، وزيارتها متاحة الآن للجميع.
المعالم السياحية الرئيسية للفيلا هي اللوحات الجدارية بونتورمو التي تصور Vertumnus و Pomona في الصالون الرئيسي، وقد فقدت معظم الأجزاء الداخلية أثاثها الأصلي، ولكن يتم إعادة تصميمها لإعادة الفيلا إلى الحالة الموصوفة في جرد عام 1911، عندما كانت مقرًا للسافويارد. أما الحدائق الرسمية التي أصبحت الآن برية إلى حد ما، تنحدر إلى أومبرون في الجزء الخلفي من الفيلا. يحتوي Poggio أيضًا في الركن الشمالي الشرقي من الحديقة الرسمية Cosimo I 's ملعب تنس (1543) سليمًا ولكنه لم يعد قيد الاستخدام. تم بناء Palatoia (كما تمت الإشارة إلى المحكمة في توسكانا - المعروفة في مكان آخر باسم "pallacorda") لكوزيمو الأول في نفس الوقت الذي كان فيه بلاطه في Palazzo Pitti. وقد حظي «التنس» في عصر النهضة الإيطالية بشعبية كبيرة في الملاعب والشوارع كما هو الحال في فرنسا حيث تُعرف الرياضة باسم «jeu de paume». «التنس الحقيقي» (كما يطلق عليه اليوم)، والذي يتطلب ملعبًا مخصصًا مع أسطح لعب داخلية متقنة، هو نموذج التنس الحديث على الرغم من أن الرياضة التي لعبت في عصر النهضة لا تزال تُلعب اليوم مع 46 ملعبًا نشطًا في فرنسا، وأستراليا، والمملكة المتحدة والولايات المتحدة الأمريكية.
ظهرت الفيلا في فيلم John Schlesinger Darling عام 1965.

### الكنائس
- سانتا ماريا ديل روزاريو في Poggio a Caiano
- الكنيسة في معهد Minim Sisters في Poggio a Caiano
- كنيسة أبرشية في بوجيتو
- الكنيسة الصغيرة في فيلا كاستيلاتشيو
- سان فرانسيسكو في Bonistallo
- سانتا ماريا في Bonistallo
- سانتا كريستينا في سانتا كريستينا في بيلي
- معبد ديانا في Medici Villa في Poggio a Caiano

### فلل
- فيلا Medici في Poggio a Caiano
- فيلا سيري في بوجيو كايانو
- فيلا باسيتي في بوجيو كايانو
- فيلا Il Cerretino في Il Cerretino
- فيلا Il Poggiale في Il Poggiale

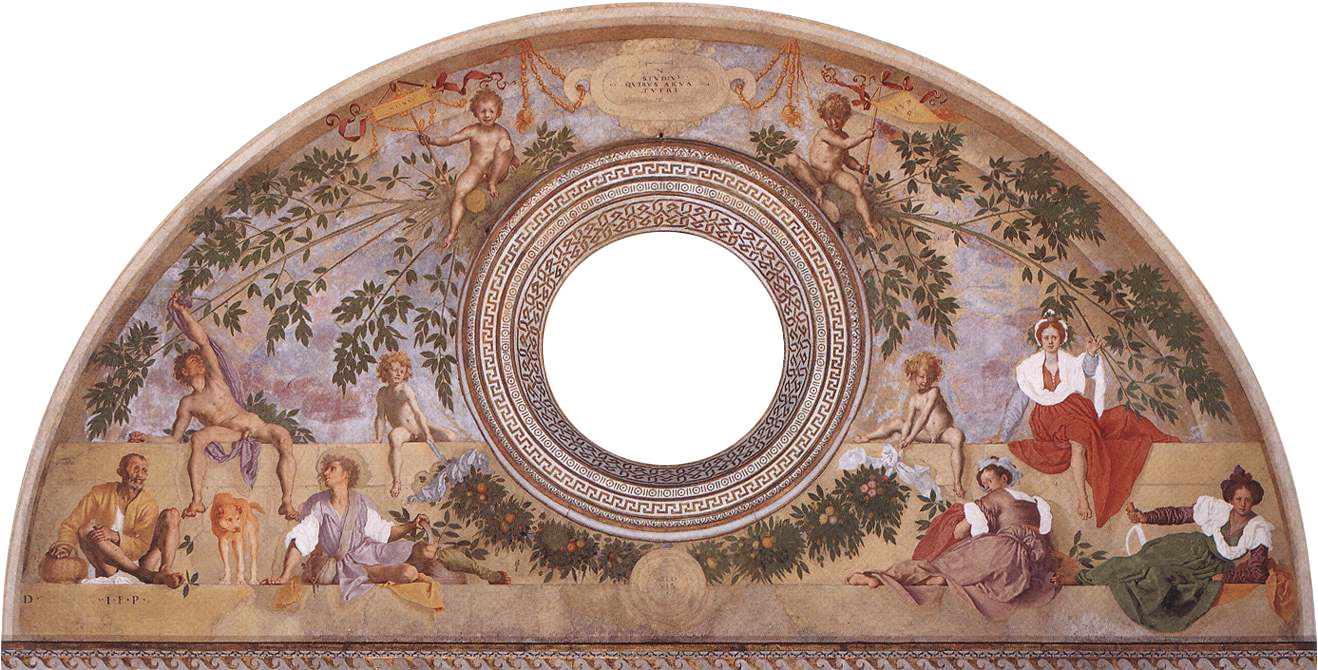
Vertumnus و Pomona : لوحة جدارية من تصميم Jacopo Pontormo ، في Medici Villa.

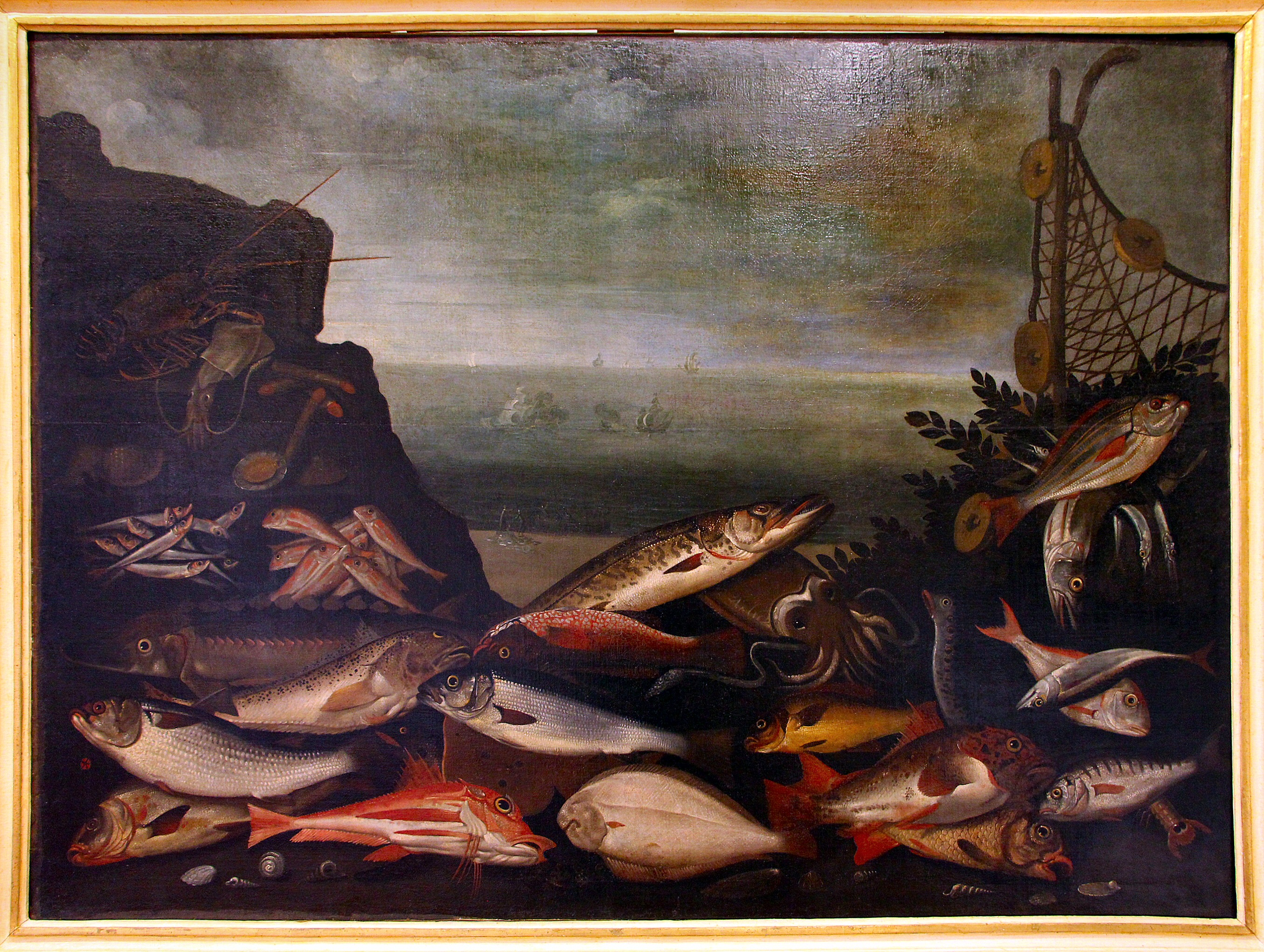
لوحة الأسماك بواسطة أنطونيو تاناري ، ج. 1610-1630 ، في ميديشي فيلا.

- فيلا Il Castellaccio في مادونا ديل فيولو
- فيلا ماجرا في مادونا ديل فيولو
- فيلا ماسترينجالا في بوجيتو

### معالم أخرى
- ميديشي بارك في بوجيتو
- قصر قديم مع برج في سانتا كريستينا في بيلي
- مسقط رأس فيليب ماززي في بوجيو كايانو
- نافورة باكو في بوجيو كايانو
- قاعة المدينة في Poggio a Caiano
- إسطبلات Medici في Poggio a Caiano

## الأعياد
- حصار الفيلا في بوجيو كايانو، الذي عقد في سبتمبر
- معرض التحف في Poggio a Caiano
- مهرجان ديلي كولين، الذي يقام في مقاطعة براتو بأكملها

## روابط خارجية
- موقع السياحة الرسمية باللغة الإنجليزية
- arttrav Medici Villa Poggio a Caiano معلومات من arttrav.com
- المتاحف في فلورنسا - The Medici Villa of Poggio A Caiano